# Munich – The Edge of War
Munich — The Edge of War is een Brits-Duitse oorlogsfilm uit 2021 onder regie van Christian Schwochow en gebaseerd op het boek München 1938 van Robert Harris.

## Verhaal
In 1932 vieren vrienden Hugh Legat, Paul von Hartmann en zijn vriendin Lena hun afstuderen aan de universiteit van Oxford. Hartmann staat erop dat ze hem in München bezoeken om het "Nieuwe Duitsland" te ervaren.
Zes jaar later werkt Legat als secretaris van de Britse premier Neville Chamberlain, terwijl Europa op de rand van oorlog staat. Chamberlain streeft ernaar om koste wat kost vrede te sluiten met Adolf Hitler, zelfs als dat betekent dat Duitsland de controle over het Sudetenland van zijn bondgenoot Tsjecho-Slowakije kan overnemen. Chamberlain schrijft Benito Mussolini in een poging de invasie te vertragen. Het lijkt te werken en Hitler stemt toe en nodigt Chamberlain en de Franse premier Édouard Daladier uit naar München voor een conferentie.
Hartmann werkt ondertussen als vertaler in de Reichstag terwijl hij in het geheim samenspant met een Wehrmacht-generaal in een poging om Hitler omver te werpen als hoge legerfunctionarissen ermee instemmen hem te arresteren en de controle over te nemen. De generaal is van mening dat dit niet kan worden bereikt tenzij Hitler Sudetenland mag binnenvallen, terwijl Hartmann twijfelt aan de collectieve vastberadenheid van de generaals. Hartmann krijgt van zijn geliefde, Helen Winter, een gestolen document dat aangeeft dat Hitler van plan is heel Europa binnen te vallen. Hartmann en de anderen komen weer bij elkaar en zijn het erover eens dat het de beste optie is om de informatie naar Chamberlain te krijgen terwijl hij in München is. Hartmann onthult dat hij een vertrouwde voormalige klasgenoot heeft, Legat, die waarschijnlijk kan helpen. Legat wordt benaderd door Sir Horace Wilson en een topfunctionaris van MI6 met betrekking tot het document dat Hartmann in bezit heeft en stemt ermee in om het te helpen verkrijgen ondanks de gevaren die aan spionage zijn verbonden. Legat haalt Chamberlain over om hem mee te nemen naar München onder het mom van vertaler. Hartmann gaat aan boord van Hitlers trein en verbergt het document en een pistool in de badkamer. Al snel ontdekt hij dat zijn kamergenoot zijn jeugdvriend Franz Sauer is, die een Schutzstaffel-officier is geworden.
In München komen Legat en Hartmann weer samen, blijkt uit een flashback dat ze in 1933 ruzie hadden na een verhitte verbale discussie over Hartmanns toenmalige steun aan het nazisme. Legat stemt ermee in het document in bezit te nemen, maar staat erop dat Hartmann zelf het argument aan Chamberlain voorlegt dat hij de Overeenkomst van München niet mag ondertekenen. Legat en Hartmann ontmoeten Chamberlain, die spot met het idee om het vredesakkoord niet te ondertekenen en weigert actie te ondernemen. Hartmann neemt Legat mee naar een plaatselijk verpleeghuis om Lena te zien, waaruit blijkt dat Lena in 1935 een anti-nazi-bijeenkomst bijwoonde en uit een raam werd gegooid, wat resulteerde in verlamming en onvermogen om te spreken. Hartmann onthult tot ongenoegen van Legat dat hij van plan is Hitler te vermoorden. Wanneer Legat terugkeert naar zijn hotel, ontdekt hij dat zijn kamer is geplunderd door Sauer die hem aanvalt. Legat ontdekt dat het document verdwenen is en raakt in paniek. Hij kan een discreet bericht naar Hartmann sturen om hem te informeren. Hartmann ontmoet Hitler om de ochtendnieuwsberichten te leveren, maar besluit hem niet neer te schieten.
Terwijl Legat naar het vliegveld gaat, onthult typiste Joan Menzies dat ze de dochter is van een Britse legerkolonel en dat ze het document in bezit heeft genomen om te voorkomen dat Sauer het zou vinden. Chamberlain keert als held terug naar Groot-Brittannië en Legat keert terug naar zijn vrouw en zoon, en onthult dat hij met de oorlog in aantocht van plan is zijn baan op te zeggen en zich bij de RAF aan te sluiten. De Conferentie van München mislukt uiteindelijk en de Tweede Wereldoorlog begint slechts een jaar later. Chamberlain treedt in schande af voordat hij kort daarna sterft.

## Rolverdeling
| Acteur                | Personage           |
| --------------------- | ------------------- |
| Jeremy Irons          | Neville Chamberlain |
| Alex Jennings         | Horace Wilson       |
| George MacKay         | Hugh Legat          |
| Jannis Niewöhner      | Paul von Hartmann   |
| Sandra Hüller         | Helen Winter        |
| Liv Lisa Fries        | Lena                |
| August Diehl          | Franz Sauer         |
| Jessica Brown Findlay | Pamela Legat        |
| Anjli Mohindra        | Joan Menzies        |
| Ulrich Matthes        | Adolf Hitler        |

## Informatie
In november 2020 werd aangekondigd dat Jeremy Irons, George MacKay, Jannis Niewöhner, Sandra Hüller, Liv Lisa Fries en August Diehl zich bij de cast van de film hadden gevoegd, waarbij Christian Schwochow de film regisseerde, op basis van een scenario van Ben Power, gebaseerd op de roman van Robert Harris, met Netflix klaar om te distribueren.
Er werd gefilmd in Berlijn, Potsdam, München en Engeland. De werktitel was München 38.